# مسجد امیر
مسجد امیر یا مسجد جامع کیش مربوط به دوره قاجار است و در جزیره کیش واقع شده و رحمان یوسف پورپیش نماز آن است و این اثر در تاریخ ۱۶ آذر ۱۳۷۷ با شمارهٔ ثبت ۲۱۹۳ به‌عنوان یکی از آثار ملی ایران به ثبت رسیده است.